# Lejogaster nigricans
Lejogaster nigricans är en tvåvingeart som först beskrevs av Stackelberg 1922.  Lejogaster nigricans ingår i släktet metallblomflugor, och familjen blomflugor. Inga underarter finns listade i Catalogue of Life.